# Gobernador Ingeniero Valentín Virasoro
Gobernador Ingeniero Valentín Virasoro är en kommunhuvudort i Argentina.   Den ligger i provinsen Corrientes, i den nordöstra delen av landet, 800 km norr om huvudstaden Buenos Aires. Gobernador Ingeniero Valentín Virasoro ligger 133 meter över havet och antalet invånare är 28 756.
Terrängen runt Gobernador Ingeniero Valentín Virasoro är platt, och sluttar västerut. Det finns inga andra samhällen i närheten.
I omgivningarna runt Gobernador Ingeniero Valentín Virasoro växer huvudsakligen savannskog. Runt Gobernador Ingeniero Valentín Virasoro är det glesbefolkat, med 8 invånare per kvadratkilometer.